# Tchabbal Ngnagniri
Tchabbal Ngnagniri est un village du Cameroun situé dans la région de l'Adamaoua et le département de Mayo-Banyo. Il appartient à la commune de Banyo.

## Population et société

### Démographie
D'après le plan communal de développement de la commune de Banyo daté de août 2015,
Tchabbal Ngnagniri compte 3200 habitants dont 1700 hommes et 1500 femmes.
La population des enfants se répartit de la façon suivante :
396 nourrissons (0 à 35 mois), 625 enfants (0 à 59 mois), 241 enfants (4 à 5 ans), 866 enfants (6 à 14 ans), 685 adolescents (12 à 19 ans), 1284 jeunes (15 à 34 ans).

## Éducation
L'école publique du village compte 110 élèves dont 25 filles et 85 garçons. Un maître parent s'occupe des enfants. Aucune salle de classe n'est mis à disposition.